# Julie von Bechtolsheim

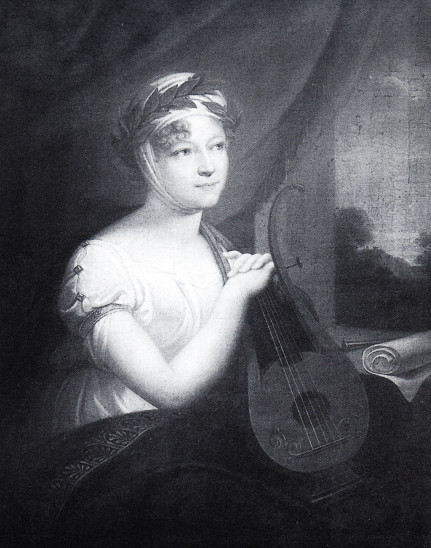
Ludwig Doell: Julie von Bechtolsheim, Öl, 1817

Julie Freifrau von Bechtolsheim (vollständiger Name: Julie Freifrau von Mauchenheim gen. Bechtolsheim), geb. Gräfin von Keller (* 21. Juni 1751 auf dem Gut Stedten bei Erfurt; † 12. Juli 1847 in Eisenach), war eine deutsche Dichterin und Salonnière. Sie ist auch aufgrund ihrer Freundschaft zu Johann Wolfgang von Goethe und Christoph Martin Wieland bekannt.

## Leben

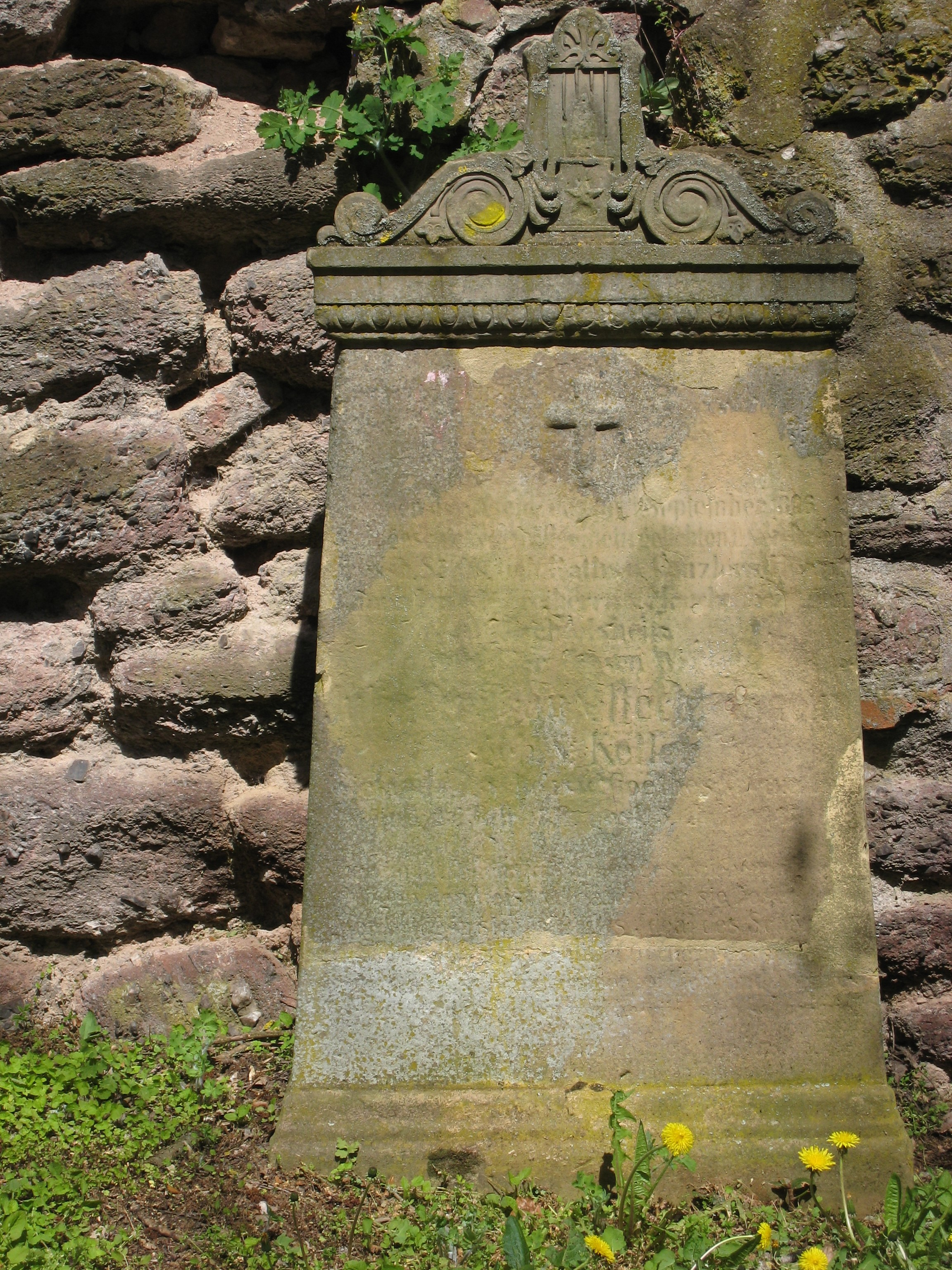
Grabstein am Alten Friedhof von Eisenach

1774 arrangierte ihre Mutter, die Witwe Gräfin Auguste von Keller, die Heirat mit Julies Onkel Johann Ludwig Freiherr von Bechtolsheim, dem älteren Bruder ihrer Mutter. Als dieser 1776 zum Vizekanzler von Sachsen-Weimar-Eisenach ernannt wurde, zog das Ehepaar nach Eisenach.
In der Zeit von 1777 bis 1795 war Johann Wolfgang von Goethe mehrfach in ihrem Eisenacher Palais am Jakobsplan zu Gast. Durch Julies geistreiches, erfrischendes Wesen war sie eine angenehme Gesprächspartnerin für Goethe, die er oft nach ihrer Meinung zu seinen Werken befragte. Er nannte Julie eine Seelenverwandte, sein „Seelchen“.
Eine enge Freundschaft verband Julie auch mit dem Dichter Christoph Martin Wieland, der sie seine „Psyche“ nannte und in seinem Gedicht „An Psyche“ verschlüsselt ansprach.
Julie verfasste selbst als Dichterin Beiträge zum Vossischen Musenalmanach von 1788, zu der von Wilhelm Gottlieb Becker von 1796 bis 1810 herausgegebenen Monatsschrift „Erholungen“ sowie zur von Johann Ludwig Ewald redigierten Monatschrift „Urania; für Kopf und Herz“.
Viele Jahre leitete sie einen Literaturzirkel in Eisenach. Einige ihrer Freundinnen aus diesem Zirkel kamen bei einer Explosion 1810 ums Leben: Napoleonische Truppen zogen durch Eisenach; in der Nähe des Marktplatzes explodierte ein Pulverfass und zerstörte unter anderem das Gebäude, in dem der Literaturzirkel stattfand. Julie war an diesem Tag wegen einer Krankheit nicht anwesend. (Zu den Details siehe: Schwarzer Brunnen.)
Johann Ludwig Freiherr von Bechtolsheim verstarb im Jahre 1806, Julie lebte noch bis 1847. Ihre letzte Ruhestätte fand sie auf dem alten Friedhof am Schlossberg in Eisenach, nahe der Kreuzkirche. Dort ruht sie neben vielen anderen Persönlichkeiten wie den Eltern von Johann Sebastian Bach und Dorothea Grimm, der Ehefrau des Märchendichters Wilhelm Grimm. Julies Grabstätte ist noch erhalten und seit 2003 mit einer zusätzlichen Gedenktafel versehen.

## Zitat zum Literaturzirkel der Julie v. Bechtolsheim
Der Philosoph Christian Schreiber schreibt über seine Begegnungen im Salon der Julie von Bechtolsheim (Rechtschreibung unverändert übernommen):
"Von 1803 bis 1806 privatisirte ich in Eisenach. Hier wurde mir das Glück zu Theil, mit einer der edelsten Frauen, und durch sie mit vielen höchst interessanten Menschen jener bewegten Zeit bekannt zu werden. Es ist die noch in hohem und blühend thätigem Alter lebende Frau von Bechtolsheim, geborne von Keller, deren Haus der Sammelplatz der angesehensten, geistvollsten und tugendhaftesten Personen, einheimischen und fremden, war. Ich will nur Einige nennen, deren Erinnerung mir eben vorschwebt:
Graf Narbonne, Frau von Schardt, Frau von Wollzogen, Frau von Stael-Holstein; Frau von Schlaberndorf; Benjamin Constant; Herzog August von Gotha; Karl August und dessen ... Gemahlin; Karl Friedrich, der jetzt regierende Großherzog von Weimar und dessen Gemahlin, Maria Pawlowna..., Herzog Bernhard von Weimar, der spätere Minister; von Gersdorf, ... von Müller, von Thümmel, Graf v. Schwendler, Amalia v. Imhof, Fouqué, Rochlitz, von Müffling, Oberst (später General) von Dörnberg, Graf von Thielemann, Horstig, der Amerikaner Aaron Burr, ehemaliger Vizepräsident des Kongresses, von Kotzebue, Graf von Loeben, von Trott, der Leipziger Erhard, der Dichter Ernst Wagner, die Gesandten v. Campenhausen, v. Alopäus, Graf Keller und so viele andere durch Ruhm, Stand und Bildung ausgezeichnete Männer und Frauen.
Hier war die Schule des guten Geschmacks und Tons; der Sage nach nicht unähnlich jenen geistreichen Pariser Cirkeln, die vor der Revolution, und ehe sie selbst in Epikuräismus ausarteten, die Hauptstadt zum Sitz der feinsten geistigen Genüsse machten, und längst aus dem Leben, aber nicht aus der Geschichte entschwunden sind. Grazie und Würde, Ungezwungenheit und Anstand vereinigten sich in dem geselligen Kreise dieser gefeierten Frau, den kein durchreisender Gelehrter, kein Künstler, Welt- und Staatsmann von einiger Bedeutung vorbeiging. Hier traf ein, was Frau von Stael einst sagte: „alle wahrhaft gebildete Menschen sind Landsleute.“ Von der Verschiedenheit des Standes, der Confession, der Lebensweise war hier keine Rede; Kunst, Wissenschaft und höhere Lebensweisheit verknüpfte die heterogensten Geister; das Nationale selbst verschwand auf der höheren Stufe der Humanität.
Der bescheidene Zutritt zu so Manchem, was hier Anziehendes gesehen, gehört und erfahren wurde, war mir durch die Freundschaft der Frau von B(echtolsheim) und ihres edlen Gemahls vergönnt; ich habe mich für mein ganzes Leben daran gestärkt. Alles Interessante wurde gelesen, beurtheilt, und was dem geistigen Streben Reiz verleihen konnte, zur Anwendung gebracht. Ein Familientheater, auf welchem das Möglichste versucht wurde, erheiterte alle Kunstfreunde der Stadt und Gegend. Es fehlte nicht an musikalischen declamations- und selbst theatralischen Uebungen. Die herrliche Natur um Eisenach und die Wartburg gaben Stoff und Anreiz zu manchen kleinen Dichtungen. Männer von Wissenschaft und Geschmack, die in Eisenach stets gezählt wurden, wetteiferten miteinander in gegenseitiger Belehrung und würdiger Unterhaltung."